# 溝口照康
溝口 照康（みぞぐち てるやす、） は、日本の工学者。東京大学生産技術研究所教授. 

## 人物・経歴
2002年に京都大学で博士（工学）取得，その後京都大学，東京大学，ローレンスバークレー国立研究所にて博士研究員，2005年10月から東京大学総合研究機構・助手，助教，2009年12月から東京大学生産技術研究所・准教授，2019年1月から教授．
第一原理計算と原子分解能計測，情報科学手法を駆使し，物質における構造と機能の相関性を明らかにするための研究に従事.